# جامعة نيبيسينغ
جامعة نيبيسينغ هي جامعة عامة في كندا، تأسست عام 1909. تقع في مدن (نورث باي، بريسبريدج، برانتفورد ، برانتفورد.